# Бифитеры
Бифи́теры (англ. Beefeater от beef «говядина» + eater «едок») — неофициальное название церемониальных стражей лондонского Тауэра. Официальным (кратким) английским названием является Yeomen Warders («Йоменская Стража»).
Это формирование было создано при короле Англии и Уэльса из династии Тюдоров Генрихе VII. В него набирают имеющих безупречный послужной список отставных унтер-офицеров Вооружённых сил Великобритании, прослуживших в войсках не менее 22 лет и отлично зарекомендовавших себя.
Всегда отличались традиционной верностью и преданностью Английской Короне. Веками бифитеры отвечали за надзор за заключёнными Тауэра и охрану королевских регалий, но  ныне они выполняют почётные функции экскурсоводов и сами являются достопримечательностью Лондона.

## Этимология
Есть множество различных версий происхождения слова «бифитер» (буквальный перевод — «поедающий говядину», мясоед), но вероятнее всего оно произошло от права стражей без ограничений есть мясо с королевского стола. В то время немногие жители королевства могли себе это позволить. Обычно этой привилегией пользовались безусловно, — королевская семья, дворянство, рыцарство, зажиточные купцы, охрана и приближённые аристократии. Многие современники отмечали приверженность бифитеров мясу. Также возможно, что они употребляли крепкий мясной бульон. Козимо III Медичи, Великий герцог Тосканы, посетил Тауэр в 1669 и отметил, что «Ежедневно им предоставляют столь богатый мясом стол, что их стоит называть мясоедами (Beef-eaters)»

## Создание и служба

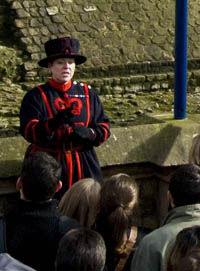
Камерон, Мойра — первая в истории женщина-бифитер.

Бифитеры были сформированы в 1485 году новым королём Генрихом VII, первым монархом из династии Тюдоров. Роза Тюдоров, геральдическая эмблема династии, и сейчас часть эмблемы бифитеров. Бифитеры начали сторожить Тауэр в 1485 году, сегодня в их составе 37 стражей и один Главный страж. Все стражи должны быть вышедшими в запас старшими унтер-офицерами вооруженных сил королевств Содружества с выслугой не менее 22 лет. Кроме того, они должны быть награждены медалью «За долгую службу и послушание». По традиции, бифитерами могли стать только офицеры из Армии, Королевской морской пехоты и Королевских ВВС, поскольку служащие Королевского морского флота присягают не Короне, а Адмиралтейству, главой которого является Первый лорд Адмиралтейства. Этот порядок был установлен в период 1964—2011 годах королевой Елизаветой II, которая назначила на этот пост своего мужа, принца Филиппа. Этот период закончился с присягой первого бифитера из числа отставных моряков в 2011 году.
Повседневная униформа бифитеров — тёмно-синяя с красной отделкой. Для государственных церемоний и для случаев, когда монарх посещает Тауэр, у стражей есть другая униформа — красная с золотом. Сами бифитеры называют её «Тюдоровское государево платье», поскольку она почти не отличается от оригинальной униформы XV века и, как часто говорят, «чрезвычайно неудобная».
Стражи живут вместе со своими семьями на территории крепости в домах, некоторые из которых построены ещё в XIII веке. Они платят местные налоги и часть своего жалования отдают в оплату жилья. Кроме того, они должны владеть за пределами крепости жильём, в которое могли бы переселиться после отставки. Население лондонского Тауэра состоит из бифитеров с семьями, управляющего с офицерами, капеллана и доктора.
Бифитеры каждый вечер участвуют в Церемонии Ключей.
1 июля 2007 года Мойра Камерон стала первой в истории женщиной-бифитером. Мисс Кэмерон пошла на службу в армию в 1985 году в возрасте 20 лет. Таким образом, в 42 года, будучи в звании уорент-офицера второго класса, она получила возможность стать бифитером. До этого она служила клерком в штабе бригады. В 2009 г. двое бифитеров были разжалованы за травлю Кэмерон. Всего обвинялось трое, но после месяца расследований причастность одного из них была сочтена «недоказанной».